# 盐湖镇
盐湖镇，是中华人民共和国湖南省衡陽市常宁市下辖的一个乡镇级行政单位。2015年11月9日，盐湖镇、三角塘镇成建制合并设立三角塘镇。

## 行政区划
盐湖镇下辖以下地区：
盐湖社区、新井社区、井皂社区、烟竹湖社区、义山村、上冲村、官冲村、盐湖村、莲江村、梅花村、冷洞村、源头村、小湖村、湖边村、新铺村、玄塘村、花亭村、湖文村、瓦文村、七坪村、双冲村和枫树山村。